# Xeptalski
Xeptalski - Шептальский (rus) - és un khútor del krai de Krasnodar, a Rússia. Es troba als vessants septentrionals del Caucas occidental, en una zona boscosa a la vora dreta del riu Psij, a 5 km al sud-est de Krimsk i a 82 km a l'oest de Krasnodar, la capital.
Pertany al municipi de Novoukraïnski.